# Дигидроарсенат калия
Дигидроарсенат калия — неорганическое соединение,
кислая соль калия и мышьяковой кислоты с формулой KH2AsO4,
бесцветные кристаллы,
растворяется в воде.

## Физические свойства
Дигидроарсенат калия образует бесцветные кристаллы
тетрагональной сингонии,
пространственная группа I 42d,
параметры ячейки a = 0,7609 нм, c = 0,7148 нм, Z = 4.
Растворяется в воде, не растворяется в этаноле.